# Burcht van Mylau
De Burcht van Mylau (voorheen ook Keizerlijk slot Mylau) is een vesting op een rots in Mylau in het Saksische Vogtland. Het is een van de best bewaarde middeleeuwse burchten in Saksen.

## Geschiedenis
De burcht is vermoedelijk tijdens de Duitse oostkolonisatie opgericht onder het bewind van keizer Barbarossa. Het bood bescherming aan de overwegend Frankische kolonisten in het gebied, dat dun werd bevolkt door Slaven. Onder de hoede van de burcht ontstond onder meer de marktstad Reichenbach im Vogtland. De 27 m hoge donjon is gebouwd in de romaanse stijl. De burcht is gebouwd als ringwalburcht op een bergkam van circa 80 m lang en 35 m breed, boven het stroomgebied van de Seifenbach en de Göltzsch. Oorspronkelijk stonden rond de burcht vier verdedigingstorens en lag er een 10 m diepe droge gracht omheen.

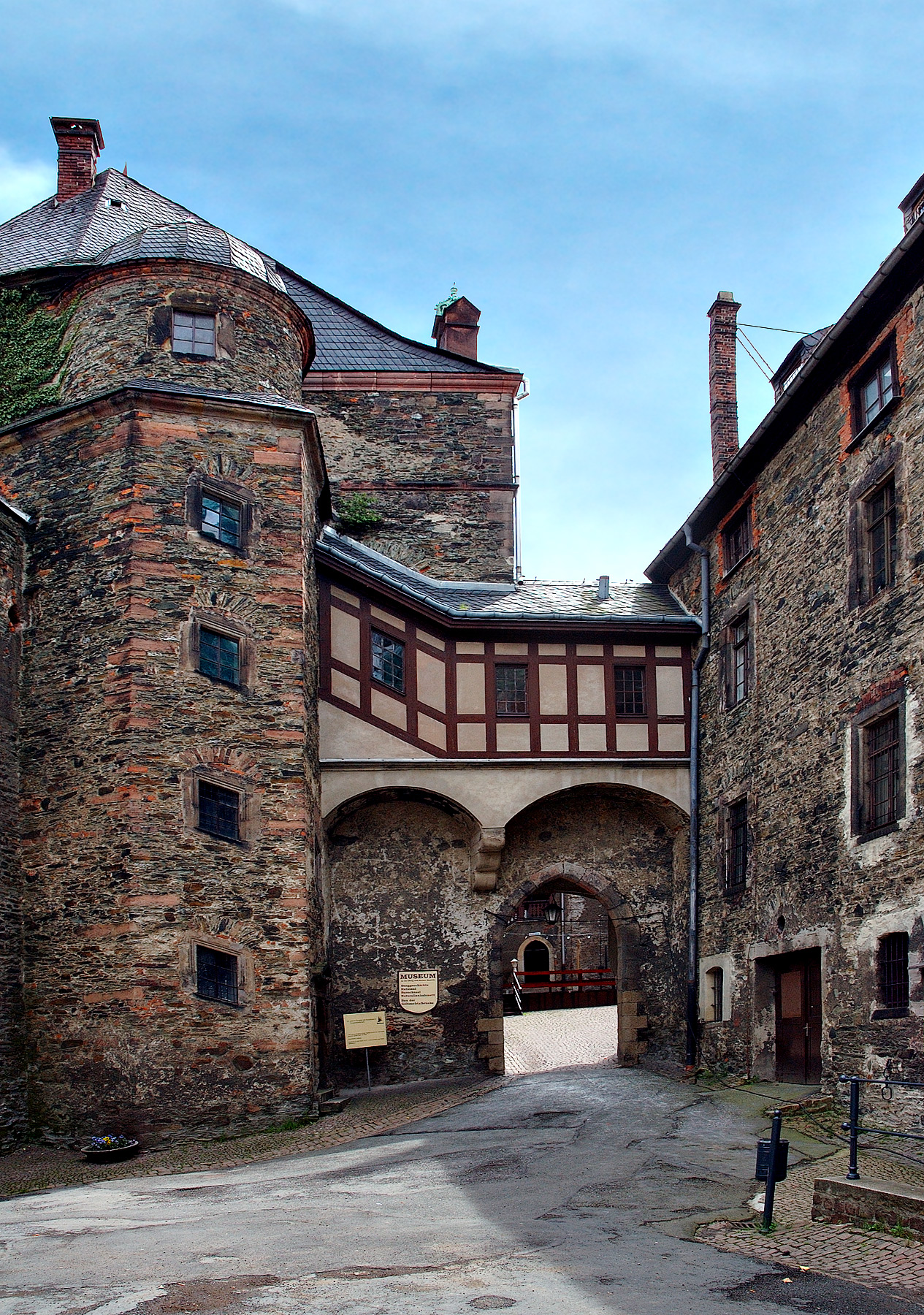
Binnenplaats

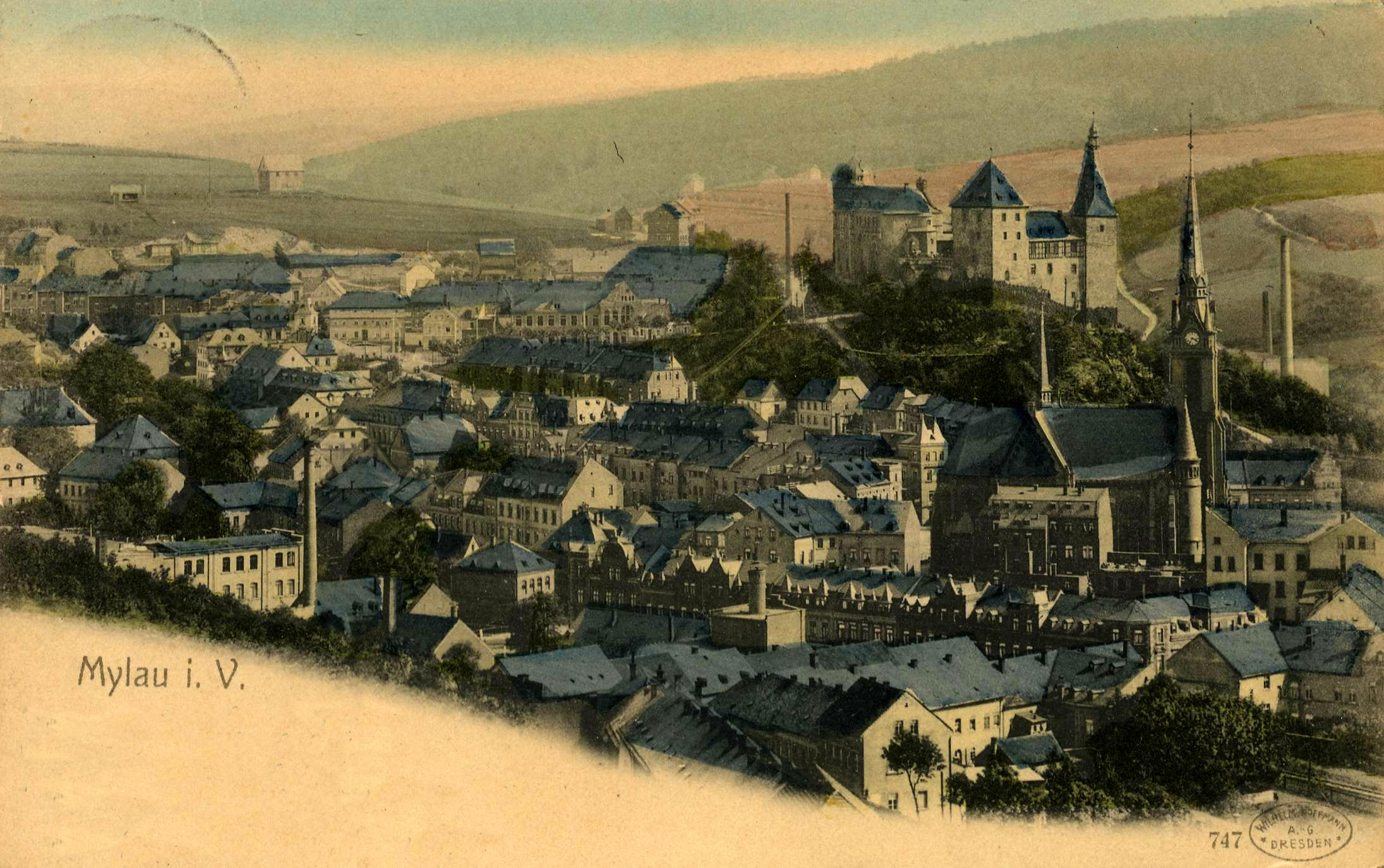
Mylau met de Burcht van Mylau rond 1905

De eerste vermelding van de kasteelheren van Milin stamt uit 1214. Als gevolg van de Vogtlandoorlog beval keizer Karel IV hen in 1367 de burcht te verkopen aan de Boheemse kroon. Datzelfde jaar bezocht hij de burcht en verleende hij aan de aanliggende stad Mylau stadsrechten. Karel IV, die in een porfierreliëf boven de hoofdpoort is vereeuwigd, stelde op de burcht een koninklijk ambt in en begon met de uitbreiding van het complex, die door zijn zonen Wenceslaus IV en Sigismund voortgezet werd. Een deel van de burcht werd in 1400 verwoest vanwege een vete tussen Wenceslaus IV en de voogden van het Vogtland. Tijdens de herstelwerkzaamheden werden twee grote voorburchten opgericht.
In 1422 verpandde Sigismund de Burcht van Mylau aan de keurvorst van Saksen, als dank voor de geleverde diensten tijdens de Hussitische Oorlogen. De burcht is altijd in de handen van de Saksen gebleven, met uitzondering van de jaren 1547 tot 1569, toen er een burchtgraaf over het Vogtland was aangesteld. Tot de groep van doorwisselende burchtgraven behoorde ook Joseph Levin von Metzsch (1507-1571), een vriend van Maarten Luther. Eind 16e eeuw was het kasteel in het bezit van de aristocratische familie Von Schönberg. Vanaf deze periode werd de burcht niet langer ingezet voor verdediging, maar kreeg het een woonbestemming. Na een grote renovatie werd de adellijke functie van de burcht in 1772 opgegeven en is sindsdien privaat bezit.
Tussen 1808 en 1828 vond het een bestemming als de eerste fabriek in het noordelijke Vogtland, toen Christian Gotthelf Brückner er een spinnerij in vestigde. De diverse eigenaren lieten de burcht tot 1892 meerdere malen uitbouwen en renoveren. Hierna viel het in handen van de stad Mylau. Eind 19e eeuw zorgde een vereniging dat het slot in de stijl van het historisme werd omgebouwd tot stadhuis, schenkerij en museum.

## Attracties en huidig gebruik
Vanwege de vele aanpassingen, waaronder ook recentere, combineert het slot een groot aantal bouwstijlen in een. Het museum daterend uit 1883 bevat de grootste natuurcollectie van het Vogtland en biedt ook informatie over de plaatselijke geologie en mijnbouw. In 1899/1900 is er een Metzschzaal ingericht, dat bezoekers over de aristocratische familie Metzsch informeert. De meest representatieve zaal in de burcht is de raadszaal, naar het model van kasteel Wartburg. Vanaf de Marktpoort van de burcht loopt het Keizerpad tot de Keizersplaats. In totaal zijn er 13 informatieborden die de opmerkelijkste bouwtechnische kenmerken benoemen en inzicht geven in de tijd onder de Boheemse koningen Karel IV, Wenzel IV en Sigismund. Het Ridderpad loopt vanaf de burcht tot in de stad.